# Coldheart
Coldheart è un personaggio femminile dei fumetti dell'universo Marvel, creato da Howard Mackie e Tom Lyle, che appare per la prima volta nell'albo americano Spider-Man n° 49 nel 1994 e in Italia su L'Uomo Ragno deluxe n° 6 del settembre 1995 pubblicato da Marvel Italia. Il personaggio, presumibilmente, muore nell'esplosione provocata da Nitro che causerà lo scatenarsi degli eventi narrati nella saga Civil War.

## Biografia del personaggio
Kateri Deseronto è stata un agente governativo con il nome in codice: Coldheart.
Dopo la morte di suo figlio, Joey, avvenuta durante una battaglia tra Hobgoblin e Spider-Man, viene congedata perché ritenuta mentalmente inidonea all'attività operativa. A causa di ciò penetra furtivamente nell'impianto governativo, dove aveva prestato servizio, si appropria dell'armatura costruita appositamente per lei e fugge con l'intenzione di punire alcuni "super mostri". Li individua in casa dell'ex-moglie di Jason Macendale, alter ego di Hobgoblin, proprio mentre questi sta portando via il proprio figlio e Spider-Man interviene per fermarlo. Coldheart irrompe nella scena, congela la ragnatela di Spidey e così lui cade a terra mentre Hobgoblin fugge. Coldheart manifesta i suoi propositi di giustizia/vendetta ma Spider-Man la colpisce, con un calcio in pieno volto, e si lancia all'inseguimento di Hobgoblin. Lo raggiunge nel suo covo e ingaggiano una lotta furibonda al termine della quale Hobgoblin, per sottrarsi a quella furia, scaglia una delle sue solite bombe-zucca che esplodendo scaglia fuori dal palazzo suo figlio Jay. Spider-Man si precipita per salvarlo e intanto giunge Coldheart ancora decisa a trovare vendetta. Il bambino, però, la prega di non farlo dicendogli che Spidey lo ha salvato da suo padre e lei si lascia convincere.
Qualche tempo dopo, Coldheart viene arrestata e rinchiusa nel Raft. Coldheart era apparentemente una dei criminali fuggiti dal carcere Raft durante i fatti narrati in New Avengers #1-3. Trova rifugio insieme ad altri evasi, Uomo Cobalto, Speedfreek e Nitro, a Stamford e lì vengono rintracciati dai New Warriors che vedendo la necessità di neutralizzare i fuggitivi, e ottenere buone riprese per il loro reality show, si lanciano all'attacco. Durante la battaglia, Nitro innesca i suoi poteri che causano l'esplosione dell'intero quartiere, compresa una scuola posta nelle immediate vicinanze, provocando oltre seicento morti tra cui moltissimi bambini. Questo evento, che diventerà noto come la Tragedia di Stamford, scatenerà una vasta protesta popolare che porterà all'approvazione, da parte del governo, della legge di registrazione dei superumani e alla conseguente guerra civile.